# The Forever Purge
The Forever Purge (englisch etwa für ‚Die immerwährende Säuberung‘) ist ein dystopischer Thriller sowie Actionfilm von Everardo Gout mit gesellschaftskritischen Untertönen aus dem Jahr 2021. Der Film ist als fünfter Teil der Purge-Filmreihe ein direktes Sequel zu The Purge: Election Year (2016) und startete am 12. August 2021 in den deutschen und österreichischen Kinos, nachdem der eigentliche Starttermin im Juli 2021 aufgrund der COVID-19-Pandemie verschoben werden musste.

## Handlung
Im Jahr 2048, acht Jahre nach der Präsidentschaftswahl von Charlie Roan, haben die New Founding Fathers of America (NFFA) die Kontrolle über die US-Regierung zurückgewonnen und die jährliche Säuberung mit ihren ursprünglichen Regeln wieder eingeführt. Rassenvorherrschaft und Nativismus haben nach ihrer Wiederwahl landesweit zugenommen, und viele außerhalb der Regierungspartei sind besorgt, dass die bevorstehende Säuberung dem Land mehr Schaden zufügen wird, als der NFFA bewusst ist. Das verheiratete Migrantenpaar Juan und Adela überquert illegal die Grenze nach Texas, um einem mexikanischen Drogenkartell zu entkommen und sich ein neues Leben aufzubauen. Juan arbeitet als Landarbeiter auf der Ranch der Familie Tucker, während Adela in der Nähe von Austin zu arbeiten beginnt.
Zehn Monate später, am Vorabend der nächsten jährlichen Säuberungsaktion, schließen sich Juan und Adela einer Migrantengemeinschaft an, die sich hinter einer ummauerten Zufluchtsstätte mit bewaffneten Sicherheitskräften verschanzt hat, um sie zu schützen. Als die Säuberung beginnt, wird Adela Zeugin einer nationalistischen Purger-Gruppe, die sich selbst als „Purge Purification Force“ (PPF) bezeichnet und alle Menschen töten will, die sie als nicht-amerikanisch betrachtet. Die Gruppe geht ohne Anfeindungen vorbei, und die Migrantengemeinschaft übersteht die Säuberung ohne Zwischenfälle. Am nächsten Morgen kehren Juan und Adela an ihren Arbeitsplatz zurück, aber beide stellen fest, dass viele ihrer Kollegen nicht zur Arbeit erschienen sind. Kurz darauf wird Adela von zwei Purgern angegriffen, aber sie wird von ihrem Chef Darius gerettet, bevor beide von der Polizei verhaftet werden, weil sie ihre Angreifer getötet haben.
In der Zwischenzeit entdecken Juan und sein Kollege T.T., dass die Familie Tucker von ihren Landarbeitern als Geiseln genommen wurde, die sich als Purger entpuppen und die Ranch an sich reißen wollen. Der Ranchbesitzer Caleb Tucker opfert sich und lenkt die Purger lange genug ab, damit Juan und T.T. seinen Sohn Dylan, Dylans schwangere Frau Cassie und seine Schwester Harper retten können, die ihnen anbieten, sie auf die Suche nach Adela mitzunehmen. Die landesweiten Nachrichten tun sich schwer damit, zu verstehen, warum die Zivilbevölkerung die Säuberung auch nach deren Ende noch feiert. Die Gruppe rettet Adela und Darius, nachdem der Polizeiwagen, der sie transportiert, von weiteren Purgern überfallen wird. Darius bleibt zurück, um nach seiner Familie zu suchen, während die anderen aus einem brennenden Austin fliehen. An einer Tankstelle hören sie Nachrichtenberichte über Chaos, Mord und Zerstörung in allen fünfzig amerikanischen Bundesstaaten, wobei die örtlichen Rettungsdienste überfordert sind, was als „Forever Purge“ bezeichnet wird. Zum Schutz der nicht-purgenden Zivilbevölkerung haben Kanada und Mexiko ihre Grenzen für die nächsten sechs Stunden geöffnet, danach werden die Grenzen geschlossen und die Einreise verweigert. Die Gruppe beschließt, über die mexikanische Grenze durch El Paso zu fliehen.
Als die Gruppe im chaotischen El Paso ankommt, hat die NFFA die „Forever Purge“ verurteilt, nachdem ihre Politiker und Vertreter ins Visier genommen wurden, und ruft in den gesamten Vereinigten Staaten das Kriegsrecht aus, um die Gewalt einzudämmen. Während sie sich durch El Paso kämpfen, werden Adela und Cassie vom Militär von der Gruppe getrennt, während Juan, T.T., Dylan und Harper von der PPF gefangen genommen werden. Ihr Anführer (genannt „Alpha“) bietet Dylan und Harper eine Chance zu leben, wenn sie T.T. und Juan töten. Als sie sich weigern, ermorden die Purger T.T., bevor das Militär eingreift und die Gruppe fliehen kann. Das Militär ist jedoch gezwungen, sich zurückzuziehen, als ihre Basis von weiteren Purgern zerstört wird. Als Reaktion darauf kündigen die kanadische und die mexikanische Regierung die vorzeitige Schließung ihrer Grenzen an, wodurch alle, die versucht haben, die Grenze zu überqueren, den Purgern ausgeliefert sind.
In der Innenstadt beschützt Adela Cassie vor anderen Purgern und enthüllt, dass sie und Juan einst Mitglieder von Selbstverteidigungsgruppen waren, die sie im Kampf gegen mexikanische Drogenkartelle ausgebildet hatten, bevor sie in die Vereinigten Staaten kamen. Die Überlebenden treffen sich in einem versteckten Unterschlupf, der von einem nahegelegenen indianischen Stamm betrieben wird. Deren Anführer bietet an, alle als Flüchtlinge über die Grenze zu bringen. Während die PPF die Verfolgung aufnimmt, bleiben Juan, Adela und Dylan mit anderen Überlebenden zurück, um den anderen Flüchtlingen Zeit zur Flucht zu geben. Beide Gruppen liefern sich ein Feuergefecht, bis ihnen die Munition ausgeht und sie mit Handwaffen in den Nahkampf ziehen. In der darauf folgenden Schlacht werden die Purger getötet und Alpha nimmt Adela als Geisel. Juan und Dylan arbeiten jedoch zusammen, um Alpha zu überwältigen und zu töten und Adela zu retten. Das Trio trifft die anderen in einem Flüchtlingslager auf der anderen Seite der mexikanischen Grenze wieder, wo Dylan Harper und Cassie findet. Letztere offenbart, dass sie während ihrer Trennung ein Kind bekommen hat. Nachdem sie sich gegenseitig für ihre Hilfe beim Überleben gedankt haben, stellt Dylan Juan und Adela seine kleine Tochter vor.
Während das ganze Land in Flammen steht, wird die NFFA für die anhaltende Gewalt verantwortlich gemacht und aufgelöst. Nachrichtenberichten zufolge hatten mehr als zwei Millionen Amerikaner die kanadische und mexikanische Grenze als Flüchtlinge überquert, während andere sich zum Kampf gegen die Purger zusammengeschlossen hatten.

## Entstehung und Veröffentlichung
| Figur          | Darsteller        | Deutscher Sprecher   |
| -------------- | ----------------- | -------------------- |
| Dylan Tucker   | Josh Lucas        | Jaron Löwenberg      |
| Adela          | Ana de la Reguera | Carolina Vera        |
| Juan           | Tenoch Huerta     | Nico Mamone          |
| Caleb Tucker   | Will Patton       | Hanns-Jörg Krumpholz |
| Harper Tucker  | Leven Rambin      | Nicole Hannak        |
| Cassidy Tucker | Cassidy Freeman   | Victoria Sturm       |
| Elijah Hardin  | Jeffrey Doornbos  | Johannes Berenz      |
| Mrs. Hardin    | Susie Abromeit    | Kaya Marie Möller    |
| Merc           | Anthony Molinari  |                      |
| Kirk           | Will Brittain     | Marios Gavrilis      |
| Darius Bryant  | Sammi Rotibi      | Matti Klemm          |
| Xavier         | Gregory Zaragoza  |                      |
| Chiago Harjo   | Zahn McClarnon    | Fritz Rott           |
| T.T.           | Alejandro Edda    | Marcel Collé         |

Im Mai 2019 bestätigte Universal Studios die Arbeit an einem weiteren Teil der Purge-Filmreihe, nachdem James DeMonaco bereits im Herbst 2018 verkündet hatte, dass die Reihe weitergehen werde. Nachdem wieder, wie auch bei den vier Teilen zuvor, Blumhouse Productions die Produktion übernahm, wurde im August 2019 der Mexikaner Everardo Gout als Regisseur bestätigt, auf den das Studio durch seine Arbeit an der Miniserie Mars (2016) gestoßen war. Die Dreharbeiten zu The Forever Purge begannen schließlich im November 2019 in San Diego County.
Die weltweiten Einspielergebnisse belaufen sich auf rund 77 Millionen US-Dollar.

## Rezeption
The Forever Purge erhielt ein durchwachsenes Presseecho, was sich auch in den Auswertungen US-amerikanischer Aggregatoren widerspiegelt. So erfasst Rotten Tomatoes ähnlich viele wohlwollende wie kritische Besprechungen und ordnet den Film dementsprechend als „Gammelig“ ein. Laut Metacritic fallen die Bewertungen im Mittel „Gemischt oder Durchschnittlich“ aus.
In den Vereinigten Staaten erhielt der Film von der MPA ein R-Rating, wohingegen er von der FSK in Deutschland unter anderem wegen „grausamer Bilder von Tötungen und Verletzungen“, sowie einer „bedrohlichen Grundstimmung“, mit einer Freigabe ab 16 Jahren versehen wurde.

## Fortsetzung
Obwohl The Forever Purge eigentlich als finaler Teil der Filmreihe angedacht war, verkündete Jason Blum im Sommer 2021 dennoch, dass man bereits mit der Idee von Ableger-Filmen der Purge-Reihe spiele. Im Juli 2021 pitchte James DeMonaco, der ursprüngliche Schöpfer der Reihe, das Konzept von einem sechsten Purge-Film mit dem Hauptcharakter Sergeant Leo Barnes, gespielt von Frank Grillo, aus The Purge: Anarchy (2014) und The Purge: Election Year im Fokus.